# Craig Gordon
Craig Sinclair Gordon (ur. 31 grudnia 1982 w Edynburgu) – szkocki piłkarz grający na pozycji bramkarza.

## Kariera klubowa
Craig Gordon pochodzi z Edynburga, stolicy Szkocji. Jest wychowankiem piłkarskiej akademii młodzików Heart of Midlothian, z której wywodzą się między innymi tacy piłkarze jak Gary Naysmith, Allan Johnston, Paul Ritchie czy Robbie Neilson. Do pierwszej drużyny Gordon trafił 1 sierpnia 2000 roku, jednak wobec konkurencji w składzie w osobie Fina Antti Niemi oraz młodego wieku nie miał szans na grę. W Scottish Premier League zadebiutował 2 lata później, 6 października 2002 w zremisowanym 1:1 meczu z Livingston F.C. Był to jednak jego jedyny mecz w tamtym sezonie, ale już w następnym zastąpił w podstawowej jedenastce Tepi Moilanena. Zagrał łącznie w 29 ligowych meczach „Serc” i zajął z tym klubem 3. miejsce w lidze. Został wówczas nominowany do nagrody Najlepszego Młodego Piłkarza w Szkocji, ale ostatecznie wyróżniony został pomocnik Celtic FC, Stephen Pearson. Od tego czasu Craig stał się jedną z czołowych postaci edynburskiej drużyny. W sezonie 2004/2005 Gordon rozegrał wszystkie 38 meczów w Hearts i puścił w nich 33 gole (mniej stracili tylko bramkarze Celtic F.C. i Rangers F.C.), ale drużyna zajęła niższe niż przed rokiem miejsce – 5. W sezonie 2005/2006 Hearts niespodziewanie wywalczyło wicemistrzostwo Szkocji przy dużej zasłudze Gordona, którego postawa została doceniona przez dziennikarzy i wybrali oni bramkarza „Serc” Najlepszym Piłkarzem Sezonu w Szkocji. Tym samym Gordon stał się pierwszym piłkarzem Hearts od 1986 roku (wtedy nagrodę tę otrzymał Sandy Jardine) oraz pierwszym bramkarzem od 1993 (nagroda dla Andy’ego Gorama), który tego dokonał.
Latem 2006 pojawiły się spekulacje o transferze Gordona do silniejszego klubu. Był obserwowany przez menedżera Arsenalu, Arsène’a Wengera, ale do transferu nie doszło. Na sezon 2006/2007 pozostał w Edynburgu, a po odejściu Stevena Pressleya, a potem Paula Hartleya został nowym kapitanem zespołu. W zimowym oknie transferowym Craigiem znów zainteresował się Arsenal, a także Rangers i Manchester United F.C. 27 stycznia 2007 nie wystąpił w meczu z Rangersami, gdyż szefostwo Hearts negocjowało jego transfer. Jednak tuż przed zamknięciem okna transferowego Gordon nie przeszedł do żadnego klubu i rundę wiosenną także rozpoczął w swoim klubie.
Latem 2007 Gordon ostatecznie odszedł z Hearts. Za 9 milionów funtów trafił do beniaminka angielskiej Premier League, Sunderland A.F.C. Stał się tym samym najdroższym bramkarzem na Wyspach Brytyjskich. 19 maja 2012 roku opuścił Sunderland.

## Kariera reprezentacyjna
W reprezentacji Szkocji Gordon zadebiutował 30 maja 2004 za selekcjonerskiej kadencji Berti Vogtsa. Mecz odbył się w Edynburgu na stadionie Hearts, a Szkocja wygrała wówczas z Trynidadem i Tobago 4:1. Od tego czasu zaczęto go uważać za „jedynego piłkarza szkockiego klasy światowej”.

## Sukcesy

### Klubowe
Hearts
- Puchar Szkocji: 2005/2006

Celtic
- Mistrzostwo Szkocji (4): 2014/2015, 2015/2016, 2016/2017, 2017/2018, 2018/2019
- Puchar Ligi Szkockiej: (5): 2014/2015, 2016/2017, 2017/2018, 2018/2019, 2019/2020
- Puchar Szkocji (2): 2016/2017, 2017/2018

### Indywidualne
- Drużyna roku ligi szkockiej: 2014/2015
- Premier League 20 Season Awards: Najlepsza interwencja (Sunderland vs Bolton, 18 grudnia 2010 rok)[8]